# Jekatierina Sysojewa
Jekatierina Sysojewa (ros. Екатерина Сысоева; ur. 3 czerwca 1981 w Moskwie) – rosyjska tenisistka.
Zadebiutowała w październiku 1994, dochodząc do finału turnieju ITF w Moskwie. W 1995, wygrała imprezę tej samej rangi w Szawle, a w Moskwie odpadła w półfinale. Rok później grała w dwóch finałach − w Norymberdze i Atenach oraz w półfinale w Soczi. W 1997 po raz pierwszy zagrała w turnieju WTA, odpadając w 1. rundzie eliminacji w Bol.
W lutym 1998 przeszła kwalifikacje do turnieju Copa Colsanitas Santander w Bogocie, przegrywając w 1. rundzie turnieju głównego z Marianą Diaz-Olivą. W grze podwójnej, w parze z Melissą Mazottą doszła do finału. W czerwcu 2000, mimo przegranej w 3. rundzie eliminacji, wystąpiła w fazie głównej turnieju Tashkent Open, jako "lucky loser". W pierwszej rundzie pokonała Kim Eun-Ha, zaś w drugiej przegrała z Taccianą Puczak.
W 2002 doszła do trzeciej rundy kwalifikacji wielkoszlemowego Wimbledonu, gdzie przegrała z Robertą Vinci. Występując jako kwalifikantka, dotarła do 1/4 finału turnieju Internazionali Femminili di Tennis di Palermo w Palermo. Partnerując Jewgienii Kulikowskiej wygrała turniej gry podwójnej. W finale pokonały Ljubomirę Baczewą i Angelikę Rösch. Tydzień później, również w parze z Kulikowską, przegrały w finale turnieju Idea Prokom Open w Sopocie. We wrześniu doszły do 3. rundy gry podwójnej US Open.
Reprezentowała również swój kraj w rozgrywkach Pucharu Federacji.

## Wygrane turnieje

### Gra podwójna (1)
|    | Data       | Turniej                                     | Kat.        | ($)     | Naw.   | Partnerka             | Finalistki                       | Wynik    |
| 1. | 14/07/2002 | Palermo, Internazionali Femminili di Tennis | Kategoria V | 110 000 | ziemna | Jewgienija Kulikowska | Ljubomira Baczewa Angelika Rösch | 6:4, 6:3 |